# Kalakkad
Kalakkad é uma panchayat (vila) no distrito de Tirunelveli, no estado indiano de Tamil Nadu.

## Demografia
Segundo o censo de 2001,  Kalakkad  tinha uma população de 27,025 habitantes. Os indivíduos do sexo masculino constituem 48% da população e os do sexo feminino 52%. Kalakkad tem uma taxa de literacia de 77%, superior à média nacional de 59.5%: a literacia no sexo masculino é de 82% e no sexo feminino é de 73%. Em Kalakkad, 11% da população está abaixo dos 6 anos de idade.